# Amy Cozad
Amy Cozad Magaña (Indianápolis, 6 de mayo de 1991) es una deportista estadounidense que compitió en saltos de plataforma. Ganó una medalla de bronce en los Juegos Panamericanos de 2019, en la prueba sincronizada.

## Palmarés internacional
| Juegos Panamericanos | Juegos Panamericanos | Juegos Panamericanos | Juegos Panamericanos   |
| Año                  | Lugar                | Medalla              | Prueba                 |
| -------------------- | -------------------- | -------------------- | ---------------------- |
| 2019                 | Lima (Perú)          | Medalla de bronce    | Plataforma 10 m sincro |